# مارکوس (نام کوچک)
مارکوس (انگلیسی: Marcus) یک نام لاتین praenomen یا نام کوچک است که یکی از رایج‌ترین نام‌ها در طول تاریخ روم بود. شکل زنانه آن مارکا یا مارسیا است. در تمام دوره‌های تاریخ روم، مارکوس پس از لوسیوس (نام کوچک) و گایوس (نام کوچک)، سومین پرینومن محبوب بود. اگرچه بسیاری از خانواده‌های سرشناس از آن استفاده نمی‌کردند، اما مورد علاقه افراد بی شماری بود.